# 62-я инженерно-сапёрная бригада
62-я Отдельная инженерно-сапёрная бригада - формирование (воинская часть) инженерных войск РККА Вооружённых Сил СССР.  
По окончании ВОВ полное действительное наименование — 62-я Никопольская Краснознамённая инженерно-сапёрная бригада.

## История
62-я отдельная инженерно-саперная бригада генерал-майора С.Г. Шапиро принимала участие в Донбасской стратегической операции, освобождении городов Павлоград и Синельниково. 
Выйдя к Днепру севернее Запорожья, саперы обеспечивали форсирование реки и захват плацдарма, а 13 октября 1943 года Красная Армия освободила Запорожье.
С ноября 1943 года сапёры воевали в составе войск 3-го Украинского фронта. В ходе освобождения Правобережной Украины ее  воины приняли участие в Никопольско-Криворожской операции, наступали на Николаевско-Одесском направлении, участвовали в Ясско-Кишиневской стратегической операции, после чего освобождали Румынию, Болгарию и Югославию.
В составе 8-й гвардейской армии бригада приняла непосредственное участие в освобождении города Никополя, за что удостоилась почётного наименования «Никопольская», а за бои по освобождению Одессы была награждена орденом Красного Знамени.
Бойцы-сапёры вновь отличились в боях на Копанском плацдарме в мае-июне 1944-го. 
С января 1945 года бригада входила в состав войск 6-й армии 1-го Украинского фронта. Её сапёры участвовали в Висло-Одерской и Нижне-Силезской операциях, в окружении и взятии города-крепости Бреслау.
На заключительном этапе войны сапёры 62-й Никопольской Краснознаменной инженерно-саперной бригады отличились при обеспечении переправ войскам 6-й армии через р. Одер. Приказом 62-й инженерно-сапёрной Никопольской Краснознамённой инженерно-сапёрной бригаде № 022 от 17.05.1945 большая группа рядового, сержантского и офицерского состава была награждена орденами и медалями.

## Состав бригады
- 56-й инженерно-сапёрный батальон: командир (на 5 апреля 1943 года) - Гильдиков Василий Парфенович[2]
- 57-й инженерно-сапёрный батальон: командир (- 02.1944 - 19.05.1945) - Фадеев, Михаил Фёдорович - майор[3]
- 58-й инженерно-сапёрный батальон: командир (30.04.1943) - Атамась, Алексей Петрович, капитан[2]
- 59-й инженерно-сапёрный батальон: командир (20.05.1945) - Новодворский, Дмитрий Григорьевич,майор[4]

## Командиры
- Коноплёв Михаил Алексеевич (01.11.42 – 01.08.1943)
- Шапиро, Самуил Григорьевич, (1943 – 31.05.1944), генерал-майор.
- Пухтин Леонид Андреевич, (01.06.1944 – 01.10.1945)

## Начальник штаба
- Павлов, Евгений Платонович, капитан (30.04.1943)[2]

## Награды и звания
- Почётное наименование «Никопольская» присвоено приказом Верховного Главнокомандующего № 029 от 13 февраля 1944 года за отличие в боях при освобождении города Никополь.
- Указом Президиума Верховного Совета СССР от 20 апреля 1944 года за образцовое выполнение заданий командования в боях с немецкими захватчиками при освобождении города Одессы и проявленные при этом доблесть и мужество бригада награждена орденом Красного Знамени[5].

## Отличившиеся воины
- Едемский, Александр Корнилович – старший лейтенант, командир роты 56-го отдельного инженерно-сапёрного батальона. Указом ПВС СССР от 10.04.1945 удостоен звания Героя Советского Союза[6].
- Калганов, Иван Прокофьевич (1915 - 1980) – майор, командир роты 58-го инженерно-сапёрного батальона. Указом ПВС СССР от 10.04.1945 удостоен звания Героя Советского Союза[7].
- Скатков, Василий Максимович (1918 - 1945) -  старший сержант, командир отделения 58-го инженерно-сапёрного батальона. Указом ПВС СССР от 10.04.1945 удостоен звания Героя Советского Союза[8]. Пропал без вести 4 мая 1945 года.
- Шульга, Семён Никифорович (1912 – 1960) – cержант, командир отделения, командир отделения 56-го инженерно-сапёрного батальона. Указом ПВС СССР от 10.04.1945 удостоен звания Героя Советского Союза[9].